# New Balance
New Balance Athletics, Inc. (Нью Беленс) — американська компанія, один з найстаріших і найбільших виробників взуття.

## Історія
Заснована у 1906 році емігрантом з Англії Вільямом Райлі — як лабораторія по розробці й виробництву ортопедичного взуття в місті Белмонт (США).
- 1938 р. — випущене перше бігове взуття для місцевого спортклубу, розроблене Райлі.
- Перший успіх — у 1940 році — в спортивному взутті New Balance беруть участь у змаганнях, після чого компанія стала випускати взуття не тільки для бігунів, але й для інших спортсменів.
- В 1950 році New Balance зарекомендувала себе як виробник високоякісного взуття.
- У 1954 році компанія міняє власника. Новим хазяїном стає Полл Кідд (Paul Kidd), який був одружений з дочкою Артура Хола, тобто фактично кермо влади залишилося в родині. З 1954 року New Balance виготовляла винятково спортивне взуття й стала серйозним гравцем на ринку США.

Компанія одержала сучасну назву — New Balance Athletic Shoe, Inc.
- 1962 року New Balance випускає дуже вдалу модель бігового взуття Тракстер (Trackster). У цієї моделі вперше був хвилястий малюнок підошви (у nike теж була вафельна підошва).
- 1972 року компанія знову змінює власника. У день Бостонського марафону, Джім Девіс (Jim S. Davis) стає главою компанії. У той час вся компанія складалася з 6 чоловік, які шили по 30 пар взуття Trackster у день.
- 1972—1976 рр. — розвиток компанії. У 1976 році випускається нова модель кросівок New Balance 320. Журнал Runner's World присуджує їй перше місце серед бігового взуття: «New Balance M320 визнана найкращою моделлю року за введення таких нововведень, як високий, щільно фіксуючий ступню задник, a також заміна шкіряного язика на нейлоновий»
- 1978 а Англії відкривається магазин New Balance, а в Ірландії фабрика, що випускає продукцію New Balance для Європейського ринку. Компанія крім взуття починає робити й спортивний одяг.
- У період з 1992 по 2000 рік, компанія динамічно розвивається, у неї найвищий і стабільний щорічний ріст продажів. Так New Balance займає 4 місце по виробництву спортивного взуття (перші 3 місця очевидно ділять nike, adidas і reebok). У 2000 році виробництво взуття New Balance досягло 45 мільйонів пар у рік, а продажі перевищили мільярдну оцінку. Продукція компанії продається в 65 країнах, на всіх континентах. Головний офіс компанії переїжджає в Бостон.

## Сучасність
Нині New Balance — це єдина компанія, яка виготовляє свою продукцію не тільки в країнах Азії, де дешева робоча сила, але й у США й Великій Британії. У New Balance є своя розмірна шкала. Крім стандартних розмірів взуття по довжині, у New Balance є проміжні розміри по ширині, що дає змогу підібрати більш зручне взуття для вашої унікальної ноги.
Компанія New Balance впровадила низку дійсно передових запатентованих технологій, серед яких слід виділити N-ergy S.C. System™, ABZORB®/ ABZORB® EX, NB Zip — технології амортизації, Stability Web — стабілізуюча технологія, а також багато інших.
Зараз New Balance входить у трійку найуспішніших брендів у США.